# Love on Top
"Love on Top" é uma canção da cantora norte-americana Beyoncé, gravada para seu quarto álbum de estúdio, 4. Foi escrita e produzida por Beyoncé Knowles e Terius Nash.
Mesmo não sendo lançada como single, entrou nas paradas do Japão pela primeira vez duas semanas depois do lançamento do álbum,debutando em 95 na Japan Hot 100 e em 32, na Adult Contemporary Airplay. A música se destacou na Coreia do Sul onde estreou no South Korea Singles Chart na 86ª posição e no South Korea Gaon International Singles Chart na 3ª posição, em apenas duas semanas a música vendeu mais de 142 mil dowloads digitais.O single alcançou a primeira posição no Hot R&B/Hip-Hop Songs dos Estados Unidos, tornando-se o 11º single da cantora nessa tabela musical. O 7º em carreira solo e os outros 4 com o grupo Destiny's Child.

## Antecedentes e recepção
Assim como as outras canções do "4", o site oficial de Beyoncé fez uma contagem regressiva, e "Love on Top" foi 8° canção a ter seu photo shoot e uma frase de Beyoncé revelados:
| “ | Quando atuei como Etta James foi a vez que mais aprendi sobre mim mesma até a gravação desse álbum. Ao entrar no estúdo usei a mesma emoção, honestidade e abordagem com a minha voz que invoquei como Etta James. Isso não soa como os meus álbuns anteriores. É muito mais simples, vem de um lugar profundo | ” |

"Love On Top" foi aclamada pelos críticos, que destacaram a vibe anos 80 usada por Knowles na música. "Ryan Dombal" da Pitchfork comentou que Love on top lista a perdida era do Reagan relembrado os bons tempos de Whitney Houston, Michael Jackson e Stevie Wonder. O site PopCrush chamou a música de "O coro glorioso" e falou "Nós amamos os elementos retrô desta faixa, com o seu "dedo snaps", com uma sensação de velha-guarda que nos faz jurar que deve ter ouvido a música de Whitney Houston a partir dos anos 80. Acompanhado por harmonias backing e "doce".
Njai Joszor editor do site Examiner declarou que a canção de Beyoncé é "Uma volta para os anos 80" e completou dizendo que Knowles realmente colocou o amor no topo da lista, ironizando com a temática da música. O site da Aol comentou que "Beyonce coloca seu toque de talento na música e me faz sentir-me bem" e "a canção, é cheia de harmonias, a cantora expressa a felicidade em sua alma que ela sente pelo homem de sua vida".

## Videoclipe
O site oficial da Beyoncé na Austrália, liberou um minuto e vinte segundos do videoclipe da canção, horas antes do programa Sunday Night, onde a cantora concederia entrevista. O videoclipe da canção foi lançado no dia 16 de Outubro de 2011, junto com uma mensagem especial de Beyoncé para seus fãs australianos:
| “ | Estou muito animada em dar aos meus fãs australianos a estreia mundial de “Love On Top”! Obrigada pela resposta incrível da música nas rádios. Eu tenho trabalhado muito duro com este vídeo, essa música é especial para mim e eu tive uma ideia para o vídeo com base em alguns dos meus favoritos grupos masculinos. Eu lembro de ter visto vídeos de New Edition, The Jackson 5 e The Temptations, bandas que eu amo por sua belas harmonias, e coreografia, e eu precisava e sempre quis fazer um vídeo e ser parte de um grupo masculino sozinha. Foi muito divertido. Eu coloquei meu coração e alma em "Love On Top" e espero que vocês gostem. | ” |

## Performance ao vivo
Beyoncé executou pela primeira vez a canção ao vivo no 4 Intimate Nights with Beyoncé. A música também foi executada na premiação MTV Video Music Awards de 2011, no mesmo dia em que Beyoncé anunciou sua gravidez.

## Prêmios e indicações
| Prêmio                  | Ano  | Categoria                        | Resultado |
| ----------------------- | ---- | -------------------------------- | --------- |
| Teen Choice Awards      | 2012 | Choice R&B/Hip-Hop Song          | Indicado  |
| BET Awards              | 2012 | Video of The Year                | Indicado  |
| BET Awards              | 2012 | Coca-Cola's Viewers Choice       | Indicado  |
| Grammy Awards           | 2013 | Best Traditional R&B Performance | Venceu    |
| MTV Video Music Awards  | 2012 | Best Female Video                | Indicado  |
| Soul Train Music Awards | 2012 | Best Dance Performance           | Venceu    |

### Precessão e sucessão
| Gráficos de sucessão                                          | Gráficos de sucessão                                                            | Gráficos de sucessão    |
| ------------------------------------------------------------- | ------------------------------------------------------------------------------- | ----------------------- |
| Precedido por "Run the World (Girls)" por Beyoncé             | Soul Train Music Awards para Best Dance Performance ("Love on Top") 2012 — 2013 | Sucedido por Indefinido |
| Precedido por "Fool For You" por Cee Lo Green e Melanie Fiona | Grammy Awards para Best Traditional R&B Performance ("Love on Top") 2012 — 2013 | Sucedido por Indefinido |

## Desempenho comercial
A canção vendeu mais de 1 milhão de downloads nos Estados Unidos , ganhando o certificado de Platina pela RIAA.Na Austrália foi certificado de Platina pela ARIA vendendo no total mais de 70 mil cópias. No Reino Unido até hoje o single já vendeu mais de 600 mil cópias.
| Tabela musical (2011–12)                    | Melhor posição |
| ------------------------------------------- | -------------- |
| África do Sul - South Africa Airplay Chart  | 8              |
| Austrália - Australian Singles Chart        | 20             |
| Austrália - Australian Urban Singles Chart  | 4              |
| Bélgica - Belgian Tip Chart (Flanders)      | 3              |
| Bélgica - Belgian Tip Chart (Wallonia)      | 2              |
| Brasil - Brazilian Hot 100 Airplay          | 74             |
| Canadá - Canadian Hot 100                   | 65             |
| Coreia do Sul - International Singles Chart | 3              |
| Eslovênia - Slovak Airplay Chart            | 38             |
| Estados Unidos - Billboard Hot 100          | 20             |
| Estados Unidos - Hot R&B/Hip-Hop Songs      | 1              |
| Estados Unidos - Hot Dance Club Songs       | 1              |
| Estados Unidos - Rhythmic Top 40            | 25             |
| Hungria - Hungarian Singles Chart           | 3              |
| Irlanda - Irish Singles Chart               | 21             |
| Itália - Italian Singles Chart              | 18             |
| Japão - Japan Hot 100                       | 85             |
| Nova Zelândia - New Zealand Singles Chart   | 14             |
| Países Baixos - Dutch Top 40                | 23             |
| Portugal - Portuguese Ringtone Chart        | 21             |
| Reino Unido - UK Singles Chart              | 13             |
| Reino Unido - UK R&B Chart                  | 6              |
| Mundo - Global Dance Tracks                 | 26             |

| Parada (2011)                      | Posição |
| ---------------------------------- | ------- |
| Austrália - Singles Chart          | 98      |
| Austrália - Urban Singles Chart    | 37      |
| Estados Unidos - R&B/Hip Hop Songs | 1       |

| País / Certificadora  | Certificações |
| --------------------- | ------------- |
| Austrália / ARIA      | 2× Platina    |
| Estados Unidos / RIAA | Ouro          |
| Itália / FIMI         | Ouro          |

### Precessão e sucessão
| Gráficos de sucessão                                              | Gráficos de sucessão                                                                                  | Gráficos de sucessão    |
| ----------------------------------------------------------------- | --- | ----------------------- |
| Precedido por "The Motto" por Drake com participação de Lil Wayne | Primeira posição na R&B/Hip-Hop Songs dos Estados Unidos 10 de março de 2012 — 21 de Abril de 2012    | Sucedido por Indefinido |
| Precedido por "Domino" por Jessie J                               | Primeira posição na Hot Dance Club Songs dos Estados Unidos 14 de Abril de 2012 — 28 de Abril de 2012 | Sucedido por Indefinido |

## Créditos
| - Beyoncé Knowles - Vocal, Escritora e Produtora - Terious "The-Dream" Nash" - Escritor, Produtora - Shea Taylor - Escritora e Alto Saxofone - Ellen Von Unwerth - Fotografia - Jordan “DJ Swivel” Young - Gravador - Pete Wolford - Engenheiro assistente - Serban Ghenea - Mixer - John Hanes - Engenheiro de Mixer - Phil Seaford - Engenheiro de Mixer Assistente | - Cole Kamen-Green - Trompete - Josiah Woodson - Trompete - Nick Videen - Tenor e Alto Saxofone - Drew Sayers - Tenor e Saxofone barítono - Alex Asher - Trombone - Nikki Gallespi - Bateria - Robert "R.T." Taylor - Guitarra - Pat Thrall - Guitarra Fonte: |

## Histórico de lançamento
| País        | Data                   | Formato                |
| ----------- | ---------------------- | ---------------------- |
| Austrália   | 12 de Setembro de 2011 | Contemporary hit rádio |
| Itália      | 28 de Outubro de 2011  | Contemporary hit rádio |
| Reino Unido | 9 de Novembro de 2011  | Mainstream rádio       |
| Reino Unido | 10 de Novembro de 2011 | Urban rádio            |
| Reino Unido | 11 de Dezembro de 2011 | Download digital       |